# スート
スート（英語: suit）とは、トランプ、あるいはタロットの小アルカナに書かれているマークの事。スーツとも呼ぶ。近代以前の日本で行われた天正かるた・うんすんカルタなどでは「紋標（もんじるし）」と呼ばれることがある。

## 概要
日本で使われているフランス式（英米式）のトランプの場合
- スペード（{\displaystyle \spadesuit }）
- クラブ（{\displaystyle \clubsuit }）
- ダイヤ（{\displaystyle \diamondsuit }）
- ハート（{\displaystyle \heartsuit }）

の4つのスートがある。このうちスペードとクラブが黒で描かれており、ハートとダイヤモンドが赤で描かれている。クラブはしばしばクローバーとも呼ばれる。日本以外の各国のトランプのスートについてはトランプを参照。
占いに使われるタロットの小アルカナによって日本で知られているスートは、ラテンスタイルと呼ばれるもので、
- 剣（ソード）
- 棍棒（ワンド、杖）
- 硬貨（コイン、ペンタクル、護符）
- カップ（聖杯）

の4つのスートがある。フランス式のスートとは異なり、各スートの記号は特定の色で描かれることがないのが通例である。なお、ゲーム用に使われる現代のタロットのスートはトランプと同じになっている。

## 対応表
| 馬弔             | 十字     | 索子                 | 文銭（筒子）           | 万子   |
| ラテン式スート   | 剣       | ポロスティック       | 貨幣                   | カップ |
| スイス式スート   | 楯       | ドングリ             | 鈴                     | バラ   |
| ドイツ式スート   | 木の葉   | ドングリ             | 鈴                     | 心臓   |
| フランス式スート | スペード | クラブ（クローバー） | ダイヤ（ダイヤモンド） | ハート |

## スートの順位
トランプのスートのうち、どれが一番強いかは一般的には決まっていない。しかし、ゲームによっては順位を決めているものもある。
- コントラクトブリッジのビッドにおいてはクラブ < ダイヤ < ハート < スペードの順（偶然だが、英語のスート名のアルファベット順になっている）。
- ファイブハンドレッドやプレフェランスではスペード < クラブ < ダイヤ < ハートの順。
- スカートではダイヤ < ハート < スペード < クラブ（鈴 < 心臓 < 木の葉 < ドングリ）の順。
- 中国の多くのゲーム（鋤大Dなど）ではダイヤ < クラブ < ハート < スペードの順。

## スートの色
トランプのスートの色のうち、ハートは心臓などを意味するために赤とするのが好ましいが、それ以外の色にはあまり必然性がない。その一方でスペードとクラブの色が同じでマークの形も似ているために間違いやすいという問題がある。この問題を解決するために、スートの色を変えたカードも市販されているが、あまり普及していない。有名なバイスクルにも、スペードを青・クラブを緑・ダイヤを黄色に変えた版が存在するが、主にカードマジック用のようである。ポーカー用の4色デッキはダイヤを青・クラブを緑に変えるのが普通であり、オンラインのポーカーゲームではこの配色に変えられるものが多い。
スカートのトーナメントカードでは、スペードが緑・クラブがシアン・ダイヤが黄色になっている。これはドイツの伝統的スートでスペードに相当するスートが木の葉・ダイヤに相当するスートが鈴であるためである。
一部のゲームではスートそのものよりもスートの色の区別に意味がある。
- クロンダイク
- スピード
- カナスタの赤3と黒3
- ユーカーや日本のナポレオンの裏ジャック
- オールドメイド（ババ抜きの西洋版）では、同じ色のカード同士しか合わせてはならない変種がある
- 撿紅点という花札に似たゲームでは、赤のカードのみに得点がある

ラテンスタイルのスートでは、剣・棍棒が長く、カップ・貨幣が丸い。オンブルなどの古いゲームでは長いスートと丸いスートで数字札のランクの順位が異なっていた。スートの黒と赤の違いはこの違いを保存しているとも考えられる。現在の中央ヨーロッパのタロットゲームでも、黒いスートと赤いスートで数字札のランクの順位が異なる。
ハートとスペードの形が似ているため、いくつかの言語ではスペードを「黒いハート」と呼んでいる。ルーマニア語の「inima neagră」など。中国語の「紅桃/黒桃」、アラビア語の「قلب أحمر‎/قلب أسود（赤いハート・黒いハート）」、タイ語の「โพธิ์แดง/โพธิ์ดำ（赤い菩提樹・黒い菩提樹）」も同様の発想である。日本でも赤桃、黒桃と呼ぶ地方がある。
トランプのカードそのものではなくカードをモチーフとするキャラクターが登場する作品においても、スートと色の関連付けはまちまちである。女児向けアニメ(アイカツ!シリーズ、ドキドキ!プリキュアなど)ではピンク・青（緑色である時が多い）・黄色・紫（または薄紫）が中心となる作品が多いため、ハートをピンク・ダイヤを青（緑色である時が多い）・クラブを黄色・スペードを紫（または薄紫）にすることもある。ドラマ「ひみつ×戦士 ファントミラージュ!」でもトランプのマークとするキャラクターも登場しており、ハートはピンク、スペードは青、クラブは紫、ダイヤは赤になっていた。
JOYSOUNDのカラオケでは、男性ボーカルが2パートに分かれている曲の場合、片方のパートを示すマークとして青のスペード、もう片方が緑のクラブが歌詞とともに画面に表示され、女性ボーカルが2パートに分かれてる曲の場合、片方のパートを示すマークとしてピンクのハート、もう片方がオレンジのダイヤが歌詞とともに画面に表示される。男女ボーカルの場合は男性パートは青のスペード、女性パートはピンクのハートで表示される。

## 由来
ラテンスタイルのスートは、中世のアラブのスート（剣・ポロスティック・カップ・貨幣）をほぼそのまま使用したものである。現在のトランプで多く使われるフランス式のスートは、ラテンスタイルがドイツを経由して、15世紀後半のフランスで簡略化されたものである。詳細はトランプを参照。

## 追加のスート
フランスのデッキを5、6、またはそれ以上のスートに拡張する多くの試みがあり、追加のスートはフランスのスートと同じ数とスタイルのカードを持っている。どれも永続的に定着していないが、実験は継続されており、通常、4つ以上のスートのパックを試したい人が利用できる。

### 5スートのトランプ

#### 歴史的なデッキ
5スートブリッジは1937年の夏から1938年の夏まで国際的な流行が起こり、オーストリア、イギリス、アメリカ合衆国で多くのデッキが製造された。5スートのトランプは1937年にWalter W.MarseilleとDr.PaulSternによってウィーンで発明された。De la RueとWaddingtonが製造した66枚のカードデッキは、5番目のスートを王冠として英国で販売された。この王冠のスートを含む65枚のカードで5スートのブリッジゲームを普及させるためにかなりの努力が行われた。しかし、ゲームが複雑だったため、あまり人気がないことが判明し、1939年に撤回された。
1930年代には、ブリッジをより複雑にするため5番目のスートに緑のイーグルが追加されたが、第二次世界大戦の終わるころには忘れ去られた。
以前は、ファイブスタートランプ（ポーカーサイズ）はFive Star Gamesによって製造されていた。Five Star Gamesは、五芒星の金色の5番目のスートを持っていた。

#### 商用デッキ
市販の5スート（65カード）ポーカーデッキは、5番目のスートを星として紹介するStardeckである。Stardeckカードでは、5番目のスートは黒と赤の混合物で着色されており、プレイしているゲームに応じて、赤または黒のスートとしてカウントされる。
5°Dimensionは、2007年に導入された80枚のカードデッキである。5つのスートはハート (赤)、スペード (黒)、クラブ (緑)、ダイアモンド (黄色)、スター (青)である。各スートには16枚のカード(1から10、キング、クイーン、ジャック、プリンセス、エース（1とは異なる）とジョーカー)がある。
ファイブクラウンは5°Dimensionと同様のさらに別の5スートのデッキである。スートは、ハート (赤)、スペード (黒)、クラブ (緑)、ダイアモンド (青)、スター (黄色)で、撤回の無いスートである。デッキには3つのジョーカーが含まれているが、エースまたは2のカードが含まれていないため、デッキごとのカード数は58になる。
Looney Labs, Inc.の製品Pyramid Arcadeは、正方形のカードの5つのスートのデッキをZark Cityゲーム内で使用する。スートはハート (赤)、スペード (紫)、クラブ (緑)、ダイアモンド (シアン)、スター(黄色)で、付属の「カラーダイ」の色とシンボルに一致している。各スートは典型的な13枚のカードを特徴とし、65枚のカードのデッキを作る。

### 6スートのトランプ

#### 歴史的なデッキ
1895年、アメリカ合衆国のHiram Jonesは、International Playing Cardsと呼ばれる追加のスートを備えた最も初期のデッキの1つを作成した。4つの標準的なフランスのスートに加えて、2つの追加のスートの赤い十字架と黒い弾丸が加えられた。
絶版となっているのは、U.Sプレイング・カード社によってSextet Contract Bridge Associates ("SECOBRA")用に作られたNu-Dek Sextet Bridge deck (copyright Ralph E. Peterson 1964, 1966)である。2つの青いスートが標準の4つに追加される。交差したテニスラケットのペアであるラケットと、船のハンドルデザインのホイールである。
ポーカーサイズのトランプの絶版6スート（78カード）デッキは、1990年に導入されたエンパイアデッキである。3つの赤いスートと3つの黒いスートがあり、クラウンとアンカーのような赤の王冠と黒のアンカーが導入されている。

#### 商用デッキ
SHP GamesのDeck6は、3つの赤いスート (ハート、ダイヤ、シールド)、3つの黒いスート (クラブ、スペード、カップ)、3つのジョーカーの計81枚のカードを備えた6スートのデッキである。
K6Tのデッキは、ポーカーサイズのトランプカードの6つのスート (120枚のカード)デッキである。伝統的なスートは色付き (緑のクラブとオレンジのダイヤモンド)で、青い月と紫の星が付いている。各スートには、0 (=ジョーカー)1から12のカード、J-C(Cavalier for knight)-B(ビショップ)-T(Tower for rook)-Q-K-Aceとしてランク付けされた20枚のカードが含まれている。Courtは、チェスのシンボルで表される。ランク13から18、計26ランクが追加されることがある。

### 8スートのトランプ

#### 商用デッキ
8スートのポーカーサイズのトランプ（104枚のカード）は、1970年代後半に考案され、BrienmarK Products Inc.を通じて製造された。赤い月、黒い星、赤い四つ葉のクローバー、黒い涙の4つのスートが追加されている。このデッキはもともと、ユーカーのゲームでより多くのプレイヤーが参加できるようにするために作成された。
The Fat Packは、標準のデッキに赤いバラ、黒い斧、黒い三叉槍、赤い鳩のスートを追加する。
Toss™ Double Deluxe Decks は伝統的なフランスのスートに加えて、金の十字架とオラクル、青い城と盾、5つのジョーカー（各色に1つとボスジョーカー）、および2つのヌルカードで構成される。

## トランプ以外のスート
ドミノでは、片方の目のことをスートと称する。たとえば2-5の牌は2のスートと5のスートに属する。ダブル・シックスのドミノではひとつのスートあたりの枚数は7枚である。
麻雀の「萬子・索子・筒子」のことも英語では「suits」と称する。
ラミーキューブのスートは数字の色によって区別され、スートごとのマークは存在しない。

## 符号位置
| 記号 | Unicode | JIS X 0213 | 文字参照                  | 名称           |
| ---- | ------- | ---------- | ------------------------- | -------------- |
| ♤    | U+2664  | 1-6-25     | &#x2664; &#9828;          | スペード（白） |
| ♠    | U+2660  | 1-6-26     | &spades; &#x2660; &#9824; | スペード       |
| ♧    | U+2667  | 1-6-31     | &#x2667; &#9831;          | クラブ（白）   |
| ♣    | U+2663  | 1-6-32     | &clubs; &#x2663; &#9827;  | クラブ         |
| ♢    | U+2662  | 1-6-27     | &#x2662; &#9826;          | ダイヤ（白）   |
| ♦    | U+2666  | 1-6-28     | &diams; &#x2666; &#9830;  | ダイヤ         |
| ♡    | U+2661  | 1-6-29     | &#x2661; &#9825;          | ハート（白）   |
| ♥    | U+2665  | 1-6-30     | &hearts; &#x2665; &#9829; | ハート         |